# Punsch
|  | For andre betydninger, se Punch (flertydig) |
Punsch er en sød alkoholholdig drik baseret på arrak. Den sælges næsten udelukkende i Sverige og har et alkoholindhold på ca. 25 volumenprocent og indeholder ca. 30 procent sukker.

## Etymologi
Det er uklart hvor ordet punsch kommer fra. Måske fra ordet puncheons, de træfade som arraken blev transporteret i, eller fra det engelske ord punch, som betyder varm toddy eller punch. En anden teori er, at ordet kommer fra fem på hindi, og refererer til de fem ingredienser, som punschen oprindeligt bestod af: arrak, sukker, Citronsaft, vand og te. Selv om oprindelsen er indisk, kan den meget vel stamme fra det persiske panj ("fem"), fordi persisk var et administrativt sprog i Britisk Indien, og englænderne lærte persisk for at kunne styre mere effektivt.

## Historie
Punsch blev introduceret i Sverige efter Ostindiska kompaniets første oktroj 1731–1746, da det importerade arrak fra Java. Første gang punschen beskrives i litteraturen er på finsk territorium i forbindelse med et slædeselskab til en herregård i Pikis i vinteren 1748, hvor generalguvernør Gustaf Fredrik von Rosen stod som vært. Hændelsen er som så mange andre beskrevet af admiral Carl Tersmeden. Når man på denne tid bestilte punsch på kroen, skulle man angive den blanding af de fem ingredienser, man ville have. Rullet punsch, det vil sige punsch opbevaret på fad under en længere skibstransport, blev anset som særlig fin. I 1800-tallet blev punsch flittigt drukket i Sverige som avec. Det gav øgenavn til glasverandaer = punschverandaer.
I Carl Michael Bellmans sange kaldes punschen rack, da der indgår arrak i punsch.

## Serveringstemperatur
Da punschen kom til Sverige, blev den som oftest drukket varm som anden spiritus i 1700-tallet. I Sverige drikker man endnu i dag varm punsch til ärtsoppa. Det var først midt i 1800-tallet, man begyndte at drikke den kold, hvor Johan Cederlunds virksomhed som den første tilbød punsch på flaske fra fabrik. Kold punsch er i Sverige almindelig som avec, ikke mindst blandt studenter. Der findes talrige svenske drikkeviser, som er skrevet til punschens pris. Punsch serveres traditionelt i glas- eller sølvkrus med hank, uanset om den drikkes varm eller kold. Kold punsch serveres ofte på et underlag af is, men sjældent med isklumper i selve punschen.
Punsch kan købes i svenske supermarkeder uden alkohol pga. det svenske system.
På Bornholm er lun punsch den traditionelle ledsager til svesketærten ved det årlige ølgilde.